# Кендрик Ламар
Кендрик Ламар Дакворт (енгл. Kendrick Lamar Duckworth; Комптон, 17. јун 1987) амерички је репер. Рођен и одгајан у Комптону, Калифорнији, започео је своју музичку каријеру као тинејџер под уметничким именом К-Дот (енгл. K-Dot), избацивајући миксету која је добила локалну пажњу и довела до његовог потписивања са независном инди издавачком кућом Топ Давг Ентертејнмент (ТДЕ) (енгл. Top Dawg Entertainment (TDE)). Почео је да добија популарност у 2010. години, после његовог албума , Overly Dedicated. Следеће године, Ламар независно избацује његов први студио албум, Section.80, у коме се налазио његов деби сингл, "HiiiPoWeR". За то време, накупио је велико интернет праћење и сарађивао је са неколико уметника у хип хоп индустрији, укључујући Де Гејм, Снуп Дог и Буста Рајм.
Његов албум, good kid, m.A.A.d city, је избачен у 2012. години од стране ТДЕ, Афтермат и Интерскоп Рекордс и имао је велики успех . Овај сингл се нашао на 2 месту на америчкој листи Билборд 200 и касније је добио платинум сертификат од стране Издавачке Индустријске Организације Америке (IIОА) (енгл. Recording Industry Association of America (RIAA)). У том албуму су се налазиле његове песме које су биле на листи топ 40 синглова "Swimming Pools (Drank)", "Bitch, Don't Kill My Vibe", и "Poetic Justice". Ламар је освојио своју прву Грами награду за "i", главни сингл из његовог веома успешног трећег албума To Pimp a Butterfly (2015). Албум се базирао на музичким стиловима фри џез, функ, сол, дебитовао је на врху табела у Америци и Великој Британији, и освојио је "Греми награду за најбољи реп албум" на 58 годишњим Грами Наградама. У 2016, Ламар избацује untitled unmastered., колекцију не избачених демоа који су настали за време снимања албума Butterfly. Избацио је и четврти албум DAMN. у 2017. години; њен водећи сингл "Humble" био је на врху Билборд Хот 100.
Ламар је освојио велики број награда током своје каријере, укључујући седам Грами награда. Ране 2013. године, МТВ (енгл. MTV) је назвао Ламара "Најбољим Мсијом у Игри" , на њиховој годишњој листи. Тајм (енгл. Time) је назвао Ламаром једним од 100 најутицајнијих људи на свету у 2016. години. Поред његове соло каријере, Ламар је познат и као члан хип хоп супер групе Блек Хипи (енгл. Black Hippy).

## Биографија

### 1987—2003: Детињство, младост и едукација
Кендрик Ламар је рођен у Комптону, Калифорнији, син пара из Чикага, Илиноис. Име је добио од своје мајке у почаст америчком певачу Еди Кендриксу, из групе Де Темптејшнс. У 1995, са осам година у његовом родном граду Комптону, Ламар је угледао своје идоле, Тупак Шакура и Др. Дреа, како снимају музички видео за њихов хит сингл "California Love", који је био веома значајан моменат у његовом животу. Као дете, ишао је у основну школу Мекнер у Комптоновом уједињеном школском округу. Као тинејџер, је ишао у гимназију Центенијал у Комптону.

### 2004—2009: Почетак каријере
У 2004. години, са 16. година, избацио је свој први дугометражни пројекат, миксету названу Youngest Head Nigga in Charge (Hub City Threat: Minor of the Year), под именом К-Дот. Миксета је избачен под издавачком кућом Конкрит Џунгл Мјузик (енгл. Konkrete Jungle Muzik) и добила је велику локалну популарност. Ова миксета је Ламару осигурала уговор о снимању са Топ Давг Ентертејнмент, ново основана инди издавачка кућа, која се налазила у Карсону, Калифорнији. Почео је да снима песме са издавачком кућом и 3 године касније избацио миксету са 26 песама названу Training Day (2005).
Између 2006. и 2007. године, Ламар се појављивао на наступима поред других растућих западно америчких репера, као нпр. Џеј Рок и Ya Boy, као предгрупа за ветеране западних америчких репера као што је Гејм . Под уметничким именом К-Дот, Ламар се налазио на Гејм-овим песмама "The Cypha" and "Cali Niggaz".
У 2008. години, Ламар се могао видети у споту Џеј Роковог комерцијалног сингла, "All My Life (In the Ghetto)", где се налазио и амерички хип хоп репер Лил Вејн и песму је издала Варнер Брос. издавачка кућа. Добио је још већу популарност kada је на снимку живе свирке где је репер Чарлс Хамилтон, реповао против својих колега у публици, где се Ламар прикључио и реповао против њега уз matricu od Милкбонове pesme "Keep It Real". Ти стихови су касније убачени у песму "West Coast Wu-Tang".
Када је потписао са Лил Вејном , Ламар је избацио своју трећу миксету у 2009. години, названу C4, која се заснивала око Вејн-ове Tha Carter III LP. После тога је одлучио да престане да се представља као К-Дот и да почне да користи своје право име као уметничко име. Затим је избацио The Kendrick Lamar EP касне 2009. године. Исте године, је формирао Black Hippy, хип хоп супергрупу, са својим TDE колегама: Џеј Рок, Аб-Сол и Скулбој Ку.

### 2010—2011:Overly DedicatedиSection.80
Кроз 2010. годину, Ламар је наступао са репером Тек Најном и Џеј Роком на турнеји The Independent Grind. 14. септембра 2010, избацује спот за песму "P&P 1.5" са албума Overly Dedicated, на којој је гостовао Аб-Сол. Истог датума је избацио албум под именом издавачке куће Топ Давг Ентертејнмент, и онда је 23. септембра избацио албум бесплатно на интернету. Овај албум се нашао на Билбордовој листи "Топ 10 хип хоп албума" , где је био на 72 месту.
На албуму се налазила и песма "Ignorance Is Bliss", где Ламар истиче гангстер реп и улични криминал, али сваки стих завршава са реченицом "незнање је блаженство", чиме шаље поруку да "не знамо шта радимо;" Због ове песме је хип хоп репер и продуцент Др. Дре пожелео да ради са Ламаром када је видео његов спот на Јутјубу. После тога је почео да ради са Др. Дреом и Снуп Догом на Дреовом дуго одлаганом албуму Detox, такође се и нагађало да ће потписати са Дреовом издавачком кућом, Афтермат Ентертајнмент (енгл. Aftermath Entertainment). 10. децембра, Комплекс магазин је ставио Ламара у њихово издање "Инди интро".
У раној 2011, Ламара је магазин ИксИксЕл (енгл. XXL) ставио у њихову годишњу листу "топ 10 нових репера" , и налазио се на почетној страни часописа заједно са још пар колега Цихи Да Принц, Мик Мил, Мак Милер, Јелавулф и Биг К. Р. И. Т. 11. априла 2011, Ламар објављује да ће назив његовог следећег пројекта бити Section.80, и првог дана избацује први сингл "HiiiPoWeR", где објашњава детаљније циљ HiiiPoWeR покрета. Продуцент песме је био амерички репер Џ. Кол, то је било њихово прво удруживање.
На питање да ли ће овај нови пројекат бити албум или миксета, Ламар је одговорио: "Ја третирам сваки пројекат као да је албум. Нећу ништа изоставити. Никад то не радим. Ово су ми преостале песме и дајем их вама. Даћу све од себе и максимално се потрудити. Покушавам да направим албум за 2012. годину" Јуна 2011. године, избацује "Ronald Reagan Era (His Evils)", исечак из Section.80, на коме се налази и Ву-Тенг Клан вођа РЗА. 2. јула 2011, Ламар избацује Section.80, његов први независни албум. На албуму су гостовали ГЛЦ, Колин Монро, Скулбој Ку, и Аб-Сол, док су продуценти били екипа из Топ Давг издавачке куће, затим Диги+Фоник, Вајлфајр, Терас Мартин и Џ. Кол. Section.80 је продао 5,300 дигиталних копија у првој недељи, без радио пуштања и телевизијских приказа, i добио већином добре коментаре.
Августа 2011. године, док је певао на западном Лос Анђелес концерту, Ламара су Снуп Дог, Др. Дре и Гејм назвали "Новим краљем западне обале". 24. августа, Ламар избацује спот за песму са албума Section.80, "A.D.H.D". Спот је режирао Вашти Кола. Октобра 2011. године, Ламар је реповао фристајл заједно са реперима Б.о. Б, Тек Најном, МГК, и Биг К. Р. И. Т.-ом, на БЕТ Хип Хоп наградама. Такође је у октобру, Ламар ушао у партнерство са Виндовс Фон, и направио оригиналну песму са продуцентом Носај Тинг названа "Cloud 10", да промовише Мајкрософтов нови производ. Током 2011. године, Ламар је гостовао на неколико високо профилних албума, укључујући и Гејмов албум The R.E.D. Album, Тек Најнов All 6's and 7's, 9 Вондеров The Wonder Years и на албуму канадског репера Дрејка који је освоји Греми награду Take Care.

### 2012—2013:good kid, m.A.A.d cityи контроверзе
15. фебруара 2012, Ламарова песма под називом "Cartoon & Cereal", на којој се налазио и репер Гунплеј, је "процурела" на интернету. Ламар је касније открио да је ће та песма бити на његовом новом албуму и да планира да сними и спот за њу. Иако ће та песма касније бити ранкирана на 2 месту Комплексове листе најбољих песама из 2012. године, ипак се није нашла на његовом деби албуму. Фебруара 2012. године, магазин Фејдер је најавио да ће ставити Кендрика и репера из Детроита, Денија Брауна на почетну страну свог Spring Style издања. Тог истог месеца је био гост на Дрејковој турнеји Club Paradise , отворивши турнеју са реперима АСАП Рокијем и Ту Чејнзом.
Марта 2012, МТВ је објавио да је Ламар потписао са рекордним кућама Интерскоп Рекордс и Афтермат Ентертајнемнт, означавајући крај његове каријере као независног уметника. Под новим уговором, Ламарови пројекти, укључујући и његов албум good kid, m.A.A.d city ће бити заједнички објављен од стране Топ Давг, Афтермат и Интерскоп рекордних кућа. Такође се у марту појавио на Last Call with Carson Daly, где је причао о Др. Дреу и о свом родно граду Комптону. 2. априла 2012. године, је избацио свој комерцијални деби сингл "The Recipe", и Big Boy's Neighborhood на Power 106.
14. маја 2012, Џ. Кол је опет причао о покушају са радом са Ламаром . У интервјуу са Бутлег Кев, Кол је рекао: "Пре неки дан сам баш почео да радим са Кендриком. Најзад смо почели опет да радимо. Снимили смо четири, пет песама." 21. маја, Ламар је отворио свој 106 & Park деби заједно са Ејс Худ, Бирдмана иМак Мејна на бини са песмом "B Boyz". Истог месеца је избацио нову оригиналну песму "War Is My Love" за видео игру Tom Clancy's Ghost Recon: Future Soldier.
31. јула 2012, Топ Давг, Афтермат и Интерскоп су серрвисирали песму "Swimming Pools (Drank)" као главни сингл за Ламаров деби албум. Спот за песму, коју је режирао Џером Ј, је избачен 3. августа, на 106 & Park. 17. августа 2012, Ламар избацује песму под називом "Westside, Right on Time", на којој се налазио и репер Јонг Јези. Током 2012. био је на наступима заједно са "Блек Хипи" и репером ММГ, Сталијем, на БЕТ-овој "Music Matters" турнеји.
Ламаров албум, good kid, m.A.A.d city, је избачен 22. октобра 2012. Албум је добио велику популарност и био је на другом месту у САД, продајући 242,100 копија у првој недељи. Касније Фјус ТВ је ставио Ламаров сигл "Backseat Freestyle" међу топ 40 најбољих песама 2012 године. ХипХопДИкс је назвао Ламара "Мцјем године" за њихова 2012. крај-годишња признања.
26. јануара 2013, Ламар наступа са песмама "Swimming Pools (Drank)" и "Poetic Justice" на НБЦ-евој емисији Сатурдеј Најт Лајв. 22. фебруара 2013, Ламар избацује спот за песму "Poetic Justice" на којој се налазио и канадски репер Дрејк. После девет месеци ид свог избацивања, албум good kid, m.A.A.d city је добио платинум сертификат од стране "РИАА", то му је била прва платинум сертификација.
Августа 2013. године, Ламаров стих на Биг Синовој песми "Control", је изазвао буру у хип хоп индустрији. У стиху је рекао да обећава да ће је лирично "убити" све растуће репере. У песми такође себе назива "Краљем Њујорка", што је изазвало контроверзу између други Њујорк репера.
6. септембра, 2013. године, амерички репер и продуцент Канје Вест започиње своју прву соло турнеју после пет година, у знак подршке свог шестог албума Yeezus (2013), и да ће му се Ламар придружити на турнеји. The Yeezus турнеја је почела у октобру. Такође је исто месеца најављено да ће се Кендрик наћи на Еминемовом осмом студио албуму The Marshall Mathers LP 2. 15. октобра 2013, је освојио 5 награда на "БЕТ хип хоп наградама", укључујући "Албум године" и "Лириста године". Октобра 2013, за време интервјуа са ИксИксЕл магазином, Ламар је открио да ће после "Yeezus" турнеје, почети да ради на следећем албуму.
Новембра 2013, магазин ЦКју је Ламара назвао "Репером године" и стављен је на почетну страну њиховог издања "Мушкарца године". За време интервјуа са истим магазином је рекао да почиње да снима песме за следећи албум у јануару 2014. Након изласка издања, Топ Давг председник Антони Тифит је отказао Ламарово наступање на Цкју-овој журци, нападајући, Стив Маршала аутора "Кендрик Ламар:Репер године," због "расних стереотипа" у свом тексту. Цкју главни уредник Џим Нелсон је одговорио са следећом изјавом: "Кендрик Ламар је један од најталентованијих музичара данашњег времена. То је разлог због чега је добио наше похвале, што смо написали позитиван чланак и назвали га "Краљем репа" и дали му наше највише признање: стављајући га на почетну страну нашег издања "Мушкарца године". Не знам како можете да окренете то у нешто лоше, и предлажем да сви прочитају текст и виде шта пише у њему."
Ламар је добио седам "Греми" номинација на "56 Греми наградама" (2014), укључујући и "Најбољи нови уметник", "Албум године", и "Најбоља реп песма", али није победио ни у једној категорији. На церемонији, Ламар је наступао са песмом "M.A.A.D City" и ремикс од песме "Radioactive" у комбинацији са америчким рок бендом Imagine Dragons.

### 2014—2016:To Pimp a Butterflyиuntitled unmastered.
У интервјуу за Билборд магазин у фебруару 2014, Ламар је рекао да планира да избаци нови албум следећег септембра. За време истог интервјуа, на којима су се налазили и Скулбој Ку, Антони "Топ Давг" Тифит, и Дејв Фри, причало се о могућности избацивања деби албума од стране Блек Хипи у 2014. години. 31. јуна 2014. године, најављено је да ће ће бити премијера Ламаровог филма m.A.A.d на Sundance's inaugural NEXT феста у Лос Анђелесу. Филм је инспирисан песмом good kid, m.A.A.d city, и редитељ филма је био Кахлил Јосеф.
23. септембра 2014, је избацио свој први деби сингл "i" за његов трећи албум. 15. новембра исте године се појавио на емисији "Saturday Night Live" као музички гост, наступао је са песмом "i" и "Pay for It", заједно са Џеј Роком. У децембру 2014, проглашено је да је Ламар потписао уговор са спортским брендом Рибок.
Ране 2015, Ламар је освојио грами награде за "Најбољи реп наступ" и "Најбољу реп песму" са песмом "i" на 57 греми наградама. 9. фебруара, 2015, избацио је други сингл на свом трећем албуму назван "The Blacker the Berry". Његов албум To Pimp a Butterfly је био најављен за 23. март, али је албум избачен недељу дана раније 16. марта 2015. Албум се нашао на врху листе "Билборд 200" продајући 324.000 копија у првој недељи. Ламар се касније нашао на почетној страни магазина Ролинг Стоун, уредник тог чланка Џош Елс је написао : "вероватно један од најталентованијх репера ове генерације."
17. маја 2015, Ламар је гостовао на Тејлор Свифтовој песми "Bad Blood" такође је био на споту. To Pimp a Butterfly се састојао од јос три сингла са спотовима: "King Kunta", "Alright" и "These Walls". Спот песме "Alright" је добио четири номинације на "2015 МТВ музичким видео наградама", укучујући "Видео године" и "Најбољи мушки видео". Октобра 2015, Ламар је најавио "Kunta's Groove Sessions" турнеју, који се састојао од осам наступа у осам градова. Ране 2016, Канје Вест избацује песму "No More Parties in L.A." на његовом Саундклауду, на којој се налазио Ламар који је произвео Вест и Мадлиб. Ламар је такође наступао са новом песмом "Untitled II" на емисији The Tonight Show Starring Jimmy Fallon у јануару.
Ламар је освојио пет Греми награда на 58-мој греми церемонији, укључујући и најбољи реп албум за To Pimp a Butterfly. Other nominations included Album of the Year and Song of the Year. At the ceremony, Lamar performed a medley of "The Blacker the Berry" and "Alright". It was ranked by Rolling Stone and Billboard as the best moment of the night, with the latter writing "It was easily one of the best live TV performances in history."
4. марта, Ламар избацује компилациони албум untitled unmastered., ко је састојао од осам неименованих песама. Ламар је касније потврдио да су песме недовршени демои са снимања албума To Pimp a Butterfly. Овај албум се нашао на листи "Билборд 200".

### 2017:DAMN.
1. marta 2017, Ламар избацује промотивни сингл "The Heart Part 4".[102] 30. марта 2017. године, Ламар избацује главни сингл, назван "HUMBLE.", заједно са спотом.[103] 7. априла 2017. године, његов албум постаје доступан за наруџбину и најављено је да ће бити избачен 14. априла 2017.[104][105] 11. априла, најављује име новог албума, DAMN., такође и листу песама које ће бити на њему, и најављује гостовања Ријане и У2.[106]

После избацивања албум добија позитивне коментаре, писац из часописа Ролинг Стоун описује албум као комбинацију "старе школе и следећег нивоа." То му постаје трећи број 1. албум на листи Билборд 200, и песма "Humble" постаје његов први број 1. сингл sа њим као водећим уметником на листи Билборд Хот 100.

## Кендрик као уметник

### Утицаји
Кендрик Ламар је рекао да су му Тупак Шакур, Ноторијус Б. И. Г., Џеј Зи, Нас, и Еминем топ пет најбољих репера. Тупак је имао највише утицаја на његову музику као и његов редован живот. У интервјуу 2011. године са магазином Ролинг Стоун, Ламар је рекао да су Мос Деф и Снуп Дог репери које је слушао и од којих је имао утицај у ранијим годинама. Такође је рекао да му је и репер ДМИКС био утицај, рекавши за Филаделфијин часопис "Повер 99": "ДМИКС ме је навукао на музику". " Тај први албум It's Dark and Hell Is Hot је класика, тако да је имао утицај на мене"
У интервјуу септембра 2012. године је рекао да је Еминем "имао велики утицај на мој стил музике" и рекао да је он заслужан за Ламарову агресију током реповања, на pesmama као што је "Backseat Freestyle". Такође је похвалио Лил Вејново реповање на песми Hot Boys и рекао да је утицао на његов стил. Такође је рекао да је одрастао слушајући Ракима, Др. Дреа, и Дат Дог Паунд. У јануару 2013. године, када су га питали која три репера су имала утицаја на његов стил реповања, Ламар је рекао: "То је више као западно обалски утицај. Мало Купрупта, Тупака, и мало од Ајс Кјуба." Ламар је признао да су џез трубач Мајлс Дејвис и Парламент-Функаделик имали утицај на његов албум To Pimp a Butterfly.

### Музички стил
На тему његовог музичког жанра, Ламар је рекао: "Моја музика не може да се стави у категорије, то је музика човека." Његови пројекти су већином концептуални. Критичари су схватили да је његов албум Good Kid, M.A.A.D City под великим утицајем "западног хип хопа" и 90-тог гангстер репа. Његов трећи албум To Pimp a Butterfly, садржи елементе функа, џеза, сол музике и модерне поезије.

## Признања
Ламар је освојио седам Греми награда. Имао је седам номинација на 56 годишњим Греми наградама у 2014. години, укључујући и награду за "Албум године" за good kid, m.A.A.d city. На 57 годишњим Греми наградама у 2015. години, његов сингл "i" освојио му је његове прве две победе: Греми награду за "Најбољу реп песму" и "Најбољи реп наступ". Добио је другу награду за албум године на 58 годишњим Греми наградама за To Pimp a Butterfly, који је такође био водећи албум у 11 категорија. Успео је да пређе Еминема као репер са највише номинација у једној вечери на Греми наградама, други иза Мајкл Џексона, који држи рекорд са 12 номинација од 1984. године. Ламар је освојио 5 Греми награда те вечери и један за најбољи реп албум. Први пут се појавио на Тајмовој листи најутицајнијих људи из 2016. године.
Ламар је добио две грађанске почасти. 11. маја 2015. године, награђен је са Калифорнијском државном сенатском наградом за генерацијског узора коју му је доделио сенатор Исадоре Хал III који представља 35-ти Калифорнијски округ." 13. фебруара 2016. године, градоначелник Комптона, Калифорније Аја Браун је доделио Ламару кључ од града, за "представљање комптонове револуције, и за отелотворење нове визије за Комптон."
Његов деби албум, good kid, m.A.A.d city, је именован за "100 најбољих деби албума свих времена" од стране Ролинг Стоунса. To Pimp a Butterfly је ранкиран од многих као најбољи албум 2015. године. 2015. године, Билборд је ставио Ламара у листу "10 најбољих репера свих времена". Комплекс магазин је рангирао Ламара на врх листе "20 најбољих репера у њиховим двадесетим" 2013. године. 2015 и 2016.

## Приватни живот
Априла 2015. године, Ламар се верио са његовом дугогодишњом девојком Витни Алфорд.
Ламар је рођак НБА играча Ник Јонга. Он је хришћанин, и негова уводна реченица из албума Good Kid, M.A.A.D City обухвата облик "грешникове молитве". Ламар у песми "i" прича о својој хришћанској вери.

## Дискографија
Студио Албуми
- Section.80 (2011)
- Good Kid, M.A.A.D City (2012)
- To Pimp a Butterfly (2015)
- DAMN. (2017)
- Mr. Morale & the Big Steppers (2022)
- GNX (2024)